# Episodi di Hunter (sesta stagione)
La sesta stagione della serie televisiva Hunter, composta da 22 episodi, è andata in onda sulla NBC dal 14 ottobre 1989 al 7 maggio 1990. In Italia è stata trasmessa su Rai 2 nel 1991.
| nº | Titolo originale        | Titolo italiano                          | Prima TV USA     | Prima TV Italia |
| -- | ----------------------- | ---------------------------------------- | ---------------- | --------------- |
| 1  | On Air                  | Il bello della diretta                   | 14 ottobre 1989  | 1991            |
| 2  | Shallalagh              | Amore, odio e ira                        | 21 ottobre 1989  | 1991            |
| 3  | Investment in Death     | La gang degli scorpioni                  | 28 ottobre 1989  | 1991            |
| 4  | A Girl Named Hunter     | L’importanza di chiamarsi Hunter         | 4 novembre 1989  | 1991            |
| 5  | The Legion: Part 1 & 2  | La legione (prima e seconda parte)       | 11 novembre 1989 | 1991            |
| 6  | The Legion: Part 1 & 2  | La legione (prima e seconda parte)       | 18 novembre 1989 | 1991            |
| 7  | Yesterday's Child       | Il figlio vietnamita                     | 25 novembre 1989 | 1991            |
| 8  | Shield of Honor         | Il nome del padre                        | 2 dicembre 1989  | 1991            |
| 9  | The Fifth Victim        | La quinta vittima                        | 9 dicembre 1989  | 1991            |
| 10 | Brotherly Love          | Amore fraterno                           | 6 gennaio 1990   | 1991            |
| 11 | The Nightmare           | Il medico assassino                      | 13 gennaio 1990  | 1991            |
| 12 | Broken Dreams           | La compagna di liceo                     | 27 gennaio 1990  | 1991            |
| 13 | Son and Heir            | Il fratello poliziotto                   | 3 febbraio 1990  | 1991            |
| 14 | Unacceptable Loss       | Omicidio di secondo grado                | 10 febbraio 1990 | 1991            |
| 15 | Unfinished Business     | Caffè per due                            | 24 febbraio 1990 | 1991            |
| 16 | Lullaby                 | Il killer della ninna nanna              | 3 marzo 1990     | 1991            |
| 17 | Final Confession        | L’ultima confessione                     | 17 marzo 1990    | 1991            |
| 18 | Blind Ambition          | Ambizione cieca                          | 31 marzo 1990    | 1991            |
| 19 | Sudden Withdrawal       | Obbligazioni al portatore                | 16 aprile 1990   | 1991            |
| 20 | Second Sight            | Il sensitivo                             | 23 aprile 1990   | 1991            |
| 21 | Street Wise: Part 1 & 2 | Fine di un'epoca (prima e seconda parte) | 30 aprile 1990   | 1991            |
| 22 | Street Wise: Part 1 & 2 | Fine di un'epoca (prima e seconda parte) | 7 maggio 1990    | 1991            |